# BLESS (L'Arc〜en〜Cielの曲)
「BLESS」（ブレス）は、日本のロックバンド、L'Arc〜en〜Cielの36作目のシングル。2010年1月27日発売。発売元はKi/oon Records。

## 概要
前作「NEXUS 4／SHINE」から約1年半ぶりとなるシングルリリース。
本作の表題曲「BLESS」は、2010年2月12日からカナダ・バンクーバーで開催されたバンクーバーオリンピック・パラリンピックのNHK放送テーマソングに使用されている。さらにこの曲はNHKにおいて、テーマソングの他、大会前の特集番組やPRスポットなどでも使用されている。NHK広報は、L'Arc〜en〜Cielを起用した理由について「世代や性別を超えて幅広く支持されるアーティストであることや、スポーツの魅力や感動を独特の表現力で伝えられることなどを最大のポイントとしました」とコメントしている。余談だが、ラッパーの(sic)boyは、2019年に受けたインタビューにおいて、「音楽に目覚めたきっかけとなった曲」としてこの曲をあげている。（詳細は楽曲解説の項目を参照）
また、カップリング曲には、表題曲のコンチェルトバージョン「BLESS -Concerto-」が収められている。さらに前々作「DRINK IT DOWN」以来2作ぶりにパートチェンジバンド、P'UNK〜EN〜CIELによるL'Arc〜en〜Cielの楽曲のセルフカバーが収録されている。
なお、2009年12月に"tetsu"がアーティスト名義を"tetsuya"（ソロ名義は、大文字表記のTETSUYA）に変更したことに伴い、本作以降のL'Arc〜en〜Cielの作品では、クレジットが"tetsuya"に統一されている。また、P'UNK〜EN〜CIELで使用する名義も「TETSU P'UNK」から「T.E.Z P'UNK（読み：テッツ パンク）」に変更されている。今回tetsuyaがアーティスト名義を変更したのは、2009年11月に不慮の事故で逝去したスタッフ、近藤琢哉（愛称：コメット）の名前から一文字譲り受けたことによるものとなっている。近藤は、数多くのアーティストのライヴやイベントの制作に関わり、L'Arc〜en〜Cielのライヴ制作にも長く携わっていたスタッフであり、亡くなる直前まで2011年に開催するバンド結成20周年ライヴの構想をメンバーと話し合っていたという。tetsuyaは音楽雑誌『CD&DLでーた』2010年2月号のインタビューの中で、名義変更した経緯について「自分にとって本当に大切な人間が亡くなっちゃって、そいつの名前を1文字もらったんです」と述べており、メンバーや事務所の社長、スタッフらに想いを伝えた上で改名したという。また、同誌の他に、tetsuyaが2012年に発表したインタビュー本でも改名の詳細な経緯や想いが語られている。なお、2010年3月に発表されたライヴビデオ『TOUR 2008 L'7 〜Trans ASIA via PARIS〜』に収録されたエンドロールには、同氏への追悼メッセージが挿入されている。追悼文を入れた理由について、tetsuyaは「ファンからしたら、関係ないといえば関係ないし、なんで関係ないもの入れてるのって意見もあるのかもしれないけど、やっぱり、僕は忘れたくない。そういう人に支えられてきてるから。何か形にして残したいっていうか。僕が死んでもCDやDVDが残る。でもスタッフの人って、実はそんなに残ってなかったりするから。せっかく一緒に撮った写真とか、映ってるオフショットとかあるなら、少しでも使いたい。形としてこの世に残したいなと思って」と語っている。

## リリース

### リリースプロモーション
本作のリリースプロモーションとして、2009年12月6日放送のNHK総合番組『MUSIC JAPAN』に出演し、表題曲をテレビ初披露している。また、L'Arc〜en〜Cielは同日放送のNHK総合スポーツ情報番組『サンデースポーツ』にも出演しており、この曲の制作に関するインタビューと、レコーディングしている模様の一部が放映されている。さらに、NHKの番組とタイアップした楽曲だったこともあり、2010年12月31日に放送された『第61回NHK紅白歌合戦』に10年ぶり4度目の出場を果たしており、同番組でこの曲を披露している。

### リリース形態
本作は、初回生産限定盤（CD＋DVD）と通常盤（CD）の2形態でリリースされており、初回盤には「BLESS」のミュージック・ビデオが収録されたDVDが付属している。ジャケットデザインは、初回盤と通常盤で異なるアートワークとなっている。

## ミュージックビデオ
表題曲「BLESS」のミュージック・ビデオは、前作「SHINE」から引き続き、マンジョット・ベディがディレクターを務めた作品となっている。映像は、メンバー4人の演奏シーンと、4人が前に向かって歩を進めるシーンで構成されている。
このミュージック・ビデオは、本作の初回生産限定盤に付属するDVDに初収録されている。また、2019年12月11日には公式YouTubeアーティストチャンネルにおいて、YouTube Music Premium限定で映像の有料公開が開始されている。前述のYouTubeチャンネルでの有料公開開始から約2年5ヶ月後となる2022年5月13日には、同サイトで映像の無料公開が開始されている。

## 収録曲
| #         | タイトル                                                       | 作詞      | 作曲      | 編曲                                        | 時間  |
| --------- | -------------------------------------------------------------- | --------- | --------- | ------------------------------------------- | ----- |
| 1.        | 「BLESS」(L'Arc〜en〜Ciel)                                     | hyde      | hyde      | L'Arc〜en〜Ciel, Hajime Okano, Daisaku Kume | 5:01  |
| 2.        | 「BLESS -Concerto-」(L'Arc〜en〜Ciel)                          |           | hyde      | L'Arc〜en〜Ciel, Hajime Okano, Daisaku Kume | 5:43  |
| 3.        | 「ROUTE 666 -2010-」(P'UNK〜EN〜CIEL)                          | hyde      | hyde      | YUKI P'UNK                                  | 3:47  |
| 4.        | 「BLESS (hydeless version)」(L'Arc〜en〜Ciel)                  |           | hyde      | L'Arc〜en〜Ciel, Hajime Okano, Daisaku Kume | 5:01  |
| 5.        | 「ROUTE 666 -2010- (T.E.Z PUNKless version)」(P'UNK〜EN〜CIEL) |           | hyde      | YUKI P'UNK                                  | 3:41  |
| 合計時間: | 合計時間:                                                      | 合計時間: | 合計時間: | 合計時間:                                   | 23:13 |

## 楽曲解説
1. BLESS / L'Arc〜en〜Ciel
  - 作詞・作曲: hyde / 編曲: L'Arc〜en〜Ciel & Hajime Okano & Daisaku Kume

弦楽器や金管楽器、木管楽器、鍵盤打楽器をフィーチャーした壮大なバラードソング。この曲の原型は、バンクーバーオリンピック・パラリンピックのNHK放送テーマソングへの提供依頼が来る前から存在しており、生のフル・ストリングスを入れ、ミックスダウンを待つかたちまでは出来ていたという[11][12]。そしてこの曲は2009年頃に上記テーマソングの制作オファーがあったことにより、作り直されることとなった。作詞・作曲を担当したhydeは、制作経緯について「もともと曲のアイデア自体はあったんですよ。何回もトライしながら、結局完成には至らなかった。今回NHKの方からお話をいただいた時、もう1回その曲にトライしてみようかなって思ったんです[13]」と語っている。また、この曲を上記テーマソングに提供しようと考えた理由について、hydeは「オリンピックって、もうちょっと熱い曲のイメージがあるかもしれないけど、俺はこういう方向もありかなと思って。包み込んであげるような感じというか、よくやったねって抱きしめてあげるような曲になればいいなと思ったんです[13]」と述べている。
なお、レコーディング当初は「オリンピックらしく」というイメージで、Pro Toolsを用い、制作途中だった曲の原型のテンポ変更を試みることにしたというが、結局すべてをレコーディングしなおしている[12]。共同プロデューサーの岡野ハジメは、2019年に発表した自身の書籍の中で、この曲の制作を振り返り「一度は最先端のプロ・ツールス技術でテンポ・チェンジをして、このまま使えないか？という話にもなって、3日ぐらいレンダリングして、最高の音質をキープしながら1チャンネルずつフル・ストリングスの入ったトラックのテンポを変える実験もしたんですが…でも結局それではダメだったので、また録り直したんじゃなかったかな。1曲のためにどれだけのおカネがかかっていたんだろうという感じです[12]」と述懐している。余談だが、この曲の仮タイトルには「お散歩」という名が付けられていたが、これは当初想定していたテンポ感を表現したものになっている。
この曲の制作イメージについて、hydeは「曲づくりのきっかけとしては、誰もが聴いたことあるような名曲をつくりたいなと思ってスタートしたんですよ。それだけにつくり出したはいいけど、ハードルが高かった。だからこそ時間がかかったんです。でも、今回の（テーマソングの）話があったことによって、余計やってやろうっていう気になった。（中略）ただ、目標を高く設定していただけに、歌詞にも、かなり悩みました。本当に1行ができないっていう感じでひと月くらい悩んだりもしたんでね[13]」と語っている。
また、この曲のイントロはギターのアルペジオで始まる予定だったが、kenのアイデアにより、サビの一節から始まる構成に変更されている[14]。さらに、アウトロはエレクトリック・ギターのソロでフェードアウトするかたちに変更されている。この曲のギターアプローチについて、kenは「エレキ的要素はほぼなかったと思うんですね、デモの段階から。だからアコギでどんだけ16分を気持ちよく刻んで行くかっていう[15]」「彩りとしてエレキギターを少しずつ入れていきたいなとは思ってたんですけど、曲が素朴な感じですごいすてきなんで、その気持ちを増幅させるようなエレキギターだったらいいけど減っちゃうような音だったら入れたくないなと思ってて。だからエレキギターを入れるところはすごく考えたかもしれない[15]」と述べている。ちなみに今回弾いたアコースティック・ギターは、ギブソン・J-50となっている[16]。なお、ギブソン・J-50はかつて「虹」や「MY HEART DRAWS A DREAM」のレコーディングでも使用されていたモデルである。
この曲のドラムでは、ゆったりとしたバラードでありながら、装飾的なダブルを含む[17]、複雑なキックパターンを採用している[18]。yukihiroはこの曲のドラム録りを振り返り「2拍、4拍でバックビートが必ずあったとしても、変化をつけたいときは、キックのパターンで動きをつけることは多いかもしれません[18]」と述べている。また、yukihiroは「イメージしたのはフィギアスケートなんです。ああいう滑らかな感じを出すことができればと思ってプレイしました[18]」と語っている。
なお、従来のL'Arc〜en〜Cielの楽曲でギターソロが入ることの多い間奏部分には、オーボエ奏者である最上峰行によるオーボエソロが挿入されている。さらに、編曲作業には、長らく共同プロデューサーを務める岡野ハジメに加え、2007年に発表した「Hurry Xmas」の制作にも参加した、エイジアン・ファンタジー・オーケストラの一員でもあった久米大作（ex.プリズム、ex.THE SQUARE）が参加している。
歌詞は、hydeが「オリンピック・パラリンピックのテーマソングになること」を意識したうえで手掛けており、出場選手を周りで支えた人々に焦点をあてたうえで、舞台に立っている選手に対する"祝福"をリリックとして綴っている。歌詞のテーマについて、hydeは「今まで頑張ってこの舞台に来て、これからも頑張っていくんだ…、みたいな感じが世の中的には基本だと思ってたんですよ。でも、俺はそういう主観じゃない部分を描きたかった。普段テレビで見ている俺からしたら、そこまで頑張ってきた人たちがいとしかったんです。だから、主観というよりも、そこまで頑張ってきたその人を見ていた人の目線で書きたかった。そういう周りの人も俺は隠れた主役だなと思っていましたからね。それに、そういう視点で書くことによって、その人には仲間がいるということも、さりげなく伝えられればいいなと思いましたしね[13]」「もちろん記録を出したりメダルを獲ったりすることもすごいことだと思いますよ。でも、俺は、きっと、オリンピックの舞台へ立つ時点で感動があるんじゃないかと思ったんです。だから、それをうまく形にできればなと思った。この曲で表現したかったのは、ここまでよく来れたな、その結果、勝っても負けても、抱きしめてあげれたらいいなっていう気持ちですね[13]」と述べている。
また、歌詞の中に＜Everything is for today（すべてはきょうの日のために）＞というフレーズがあるが、この言葉を歌詞に入れたことについて、hydeは「正直、メダルを取ってほしいのは誰しもが思うことですが、いちばん僕が感動するのは、その場に立っているということ。そこに行き着くまでにもいろんなことがあったと思うんです。だから"すべてはきょうの日のために"、この言葉をどうしても入れたかったんです[19]」と述べている。
なお、hydeは歌詞について「最初からオリンピックのためだけの歌詞にするつもりはなくて、誰かの旅立ちの場面とか、いろいろな場面に当てはまる曲を作ろうと思っていた[20]」とも語っている。ちなみにtetsuyaは、hydeの綴った歌詞について「オリンピックのテーマソングではありますけど、それ以外の、アスリートじゃない人たちにも当てはまる曲だと思います[7]」とコメントしている。
余談だが、L'Arc〜en〜Cielは2008年に開催したライヴツアー「TOUR 2008 L'7 〜Trans ASIA via PARIS〜」を終えてから、バンド結成20周年を迎える2011年までライヴ活動を休止していたことから、表題曲は発表から約1年ほどライヴで披露されていなかった。そして、ライヴ活動の休止明けとなる2011年1月1日に開催したニューイヤーライヴ「20th L'Anniversary Starting Live "L'A HAPPY NEW YEAR!"」で、公演のラストナンバーとしてこの曲がライヴ初披露されている。
2. BLESS -Concerto- / L'Arc〜en〜Ciel
  - 作曲: hyde / 編曲: L'Arc〜en〜Ciel & Hajime Okano & Daisaku Kume

表題曲「BLESS」のコンチェルトバージョン。このバージョンは、表題曲を制作する際にデモ音源からテンポを変更することになり、様々なテンポで録音を試みていたときに、候補の一つとして残っていたテンポを採用しており[21]、表題曲よりも遅いテンポとなっている。ちなみに、このバージョンは本作限定の収録楽曲となっており、アルバムには収録されていない。
3. ROUTE 666 -2010- / P'UNK〜EN〜CIEL
  - 作詞・作曲: hyde / 編曲: YUKI P'UNK

パートチェンジバンド、P'UNK〜EN〜CIELによる、8thアルバム『REAL』の収録曲「ROUTE 666」のセルフカバー。
前作「Dune 2008」（34thシングル「DRINK IT DOWN」c/w）がアイアン・メイデン風にアレンジされたものだったことを踏まえ[21]、アレンジを担当したyukihiroは「今回は"この曲をモトリー・クルーの「ライヴ・ワイヤー」みたいにやろう!"[21]」と考えていたという。こういったイメージもあり、イントロのギターリフからもわかるように、モトリー・クルーのテイストが感じられるアレンジに仕上げられている。ちなみにtetsuyaは、hydeが原曲で歌っていたキーのまま歌っている[7]。
余談だが、この曲が本作の1曲目と2曲目から大きく雰囲気が変わることから、リスナーに前曲までの余韻に浸ってもらうため、L'Arc〜en〜Cielの作品で普段設定する曲間時間よりも、2曲目と3曲目はあえて長く曲間を空けている。なお、hydeは本作発売当時のインタビューで「「BLESS」が好きで買った心の優しい人は、2曲目のコンチェルトバージョンが終わったら止めてくれていいですよ（笑）[13]」と冗談交じりに述べている。

## タイアップ
BLESS
- NHKバンクーバーオリンピック・パラリンピック放送テーマソング

## 参加ミュージシャン
- BLESS / L'Arc〜en〜Ciel
  - hyde：Vocal
  - ken：Guitar
  - tetsuya：Bass
  - yukihiro：Drum
    - hyde：Keyboards, Programming
    - 久米大作：Keyboards, Programming, Acoustic Piano and Organ, Strings and Brass Arrangement
    - 岡野ハジメ：Keyboards, Programming
    - 金原千恵子ストリングス：Strings
    - ken：Vibes
    - 最上峰行：Oboe
    - 藤田乙比古：Horn
    - 高橋臣宜：Horn
- ROUTE 666 -2010- / P'UNK〜EN〜CIEL
  - T.E.Z P'UNK：Vocal
  - HYDE P'UNK：Guitar
  - YUKI P'UNK：Bass
  - KEN P'UNK：Drum

## 初回生産限定盤付属DVD
1. BLESS -Music Clip-
ディレクター：マンジョット・ベディ[22]

## 収録アルバム
オリジナルアルバム
- 『BUTTERFLY』 (#1)

セルフカバーアルバム
- 『P'UNK IS NOT DEAD』 (#3)